# Drefféac
Drefféac ist eine französische Gemeinde mit 2288 Einwohnern (Stand 1. Januar 2022) im Département Loire-Atlantique in der Region Pays de la Loire. Sie gehört zum Arrondissement Saint-Nazaire und zum Kanton Pontchâteau.

## Geographie
Die Gemeinde Drefféac liegt am Fluss Brivet, 22 Kilometer südlich von Redon und 22 Kilometer nordnordöstlich von Saint-Nazaire. Die umliegenden Gemeinden sind Saint-Gildas-des-Bois, Sainte-Anne-sur-Brivet und Pontchâteau.

## Namensherkunft
Der Name Drefféac leitet sich wahrscheinlich vom bretonischen dref – Eiche ab, mit dem lateinischen Suffix -acum, das den Besitz bezeichnet.

## Geschichte
Im Mittelalter gehört die Gemeinde zum Lehen der Barone von La Roche-Bernard. Drefféac wird bis 1614 von den Mönchen der Abtei von Saint-Gildas-des-Bois verwaltet. Im Jahr 1714 wird der Ort von einem verheerenden Brand zerstört. Bis zum Ende des 18. Jahrhunderts ist das Gebiet teilweise durch den Wald von Perche und Torfmoore, die in den frühen 1770er Jahren kultiviert werden, bedeckt. Während der Revolution steht das Dorf im Gegensatz zur großen Mehrheit des Kantons eher auf republikanischer Seite. Der Pfarrer von Drefféac, Nicolas Pichon, legte sein Priesteramt nieder und wurde konstitutioneller Priester und später Bürgermeister von Drefféac.
Seit 1862 hat der Ort einen Bahnhof an der Bahnstrecke Savenay–Landerneau, der inzwischen zum Haltepunkt reduziert wurde.

### Bevölkerungsentwicklung
| Jahr                       | 1962 | 1968 | 1975 | 1982 | 1990 | 1999 | 2006 | 2012 | 2022 |
| Einwohner                  | 867  | 859  | 803  | 1145 | 1296 | 1322 | 1503 | 2031 | 2288 |
| Quellen: Cassini und INSEE |      |      |      |      |      |      |      |      |      |

## Sprachen
Bretonisch wurde bis zum 12. Jahrhundert gesprochen. 39 % der Familiennamen sind bretonischer Herkunft. Um das 12. bis 15. Jahrhundert folgte das Gallo dem bretonischen, wahrscheinlich war ein Teil der Bevölkerung zweisprachig.

## Sehenswürdigkeiten
- Kirche Saint-Malo
- Schloss und Schlosskapelle Beaubois

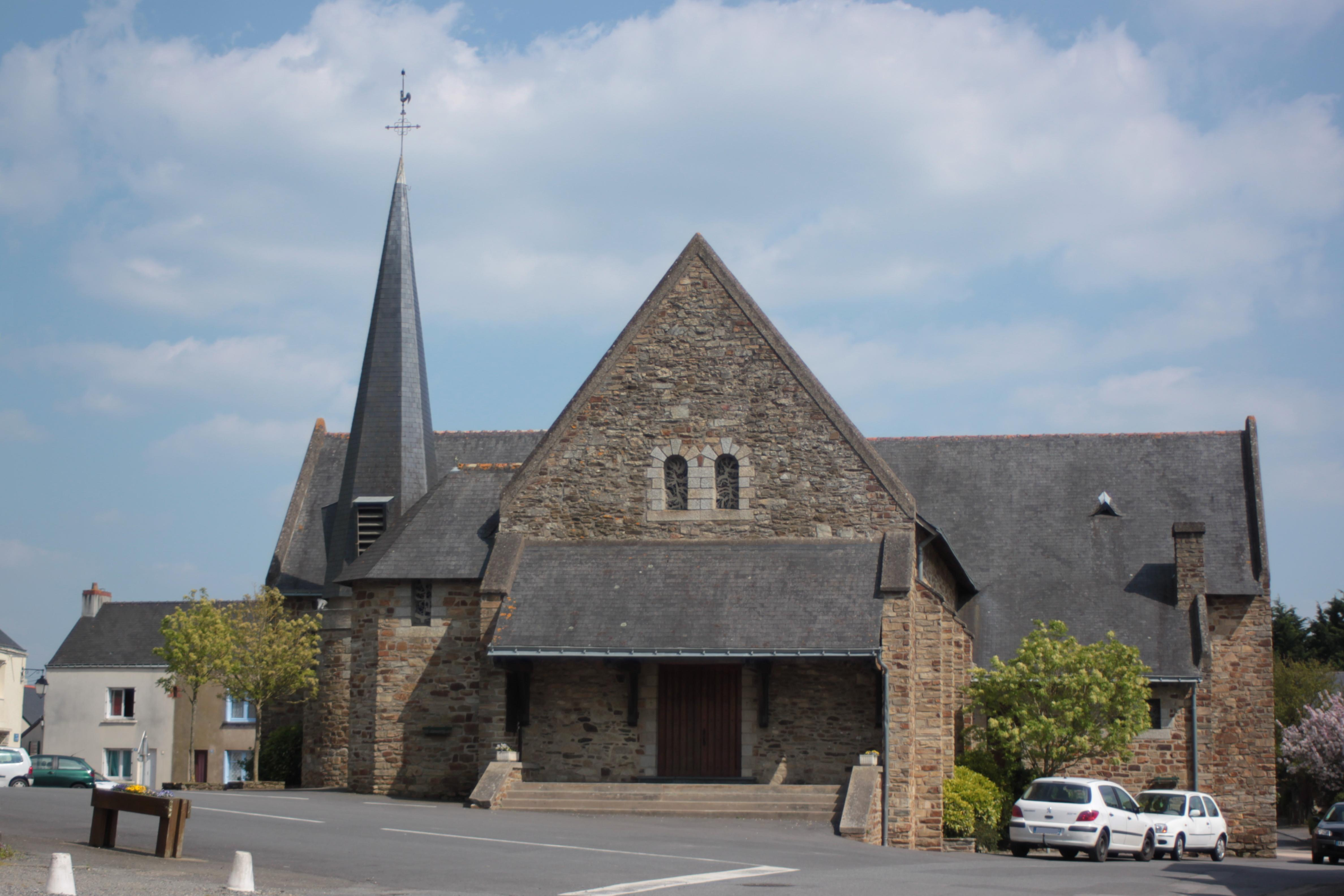
Kirche Saint-Malo
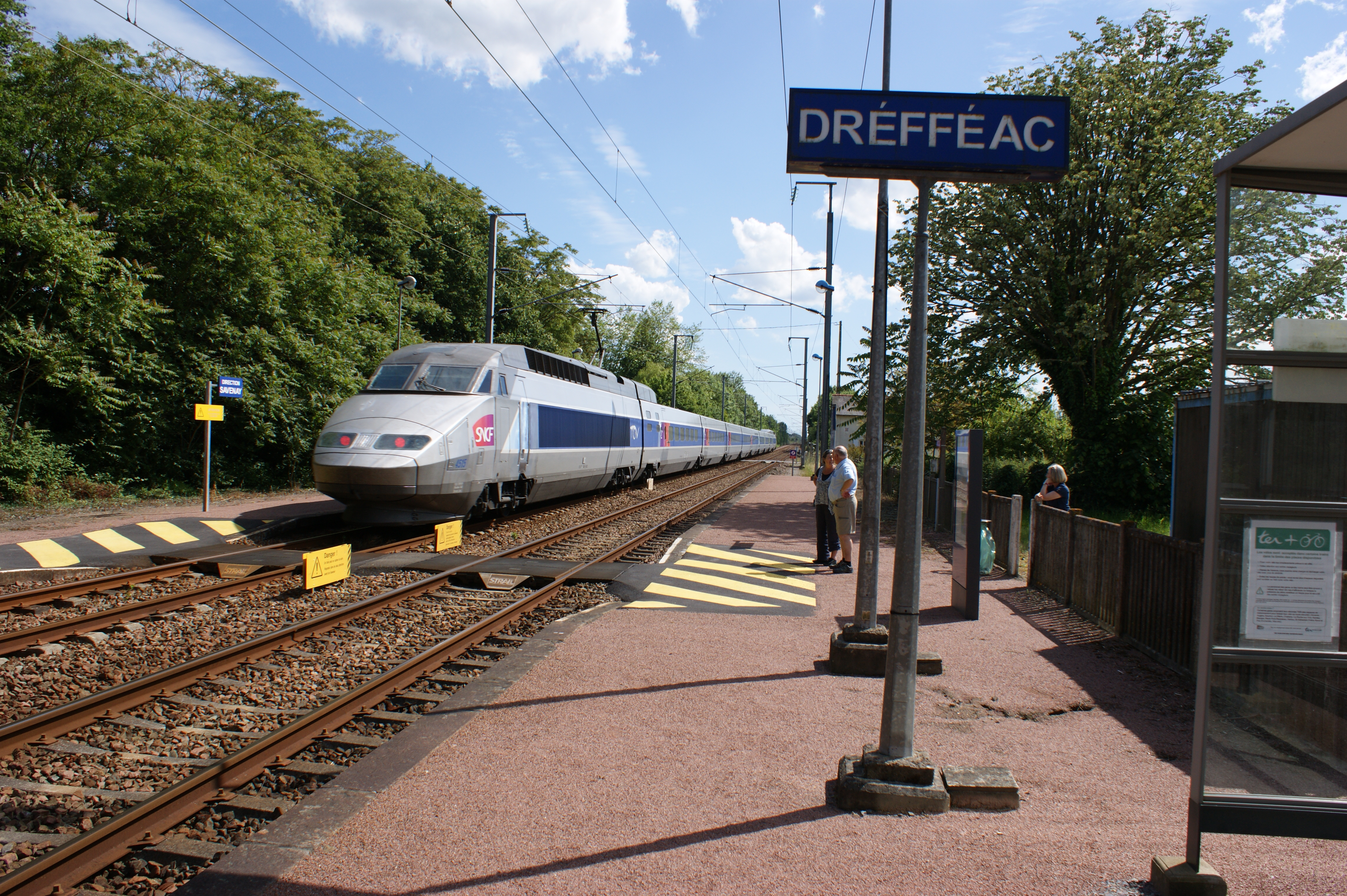
Bahnhof
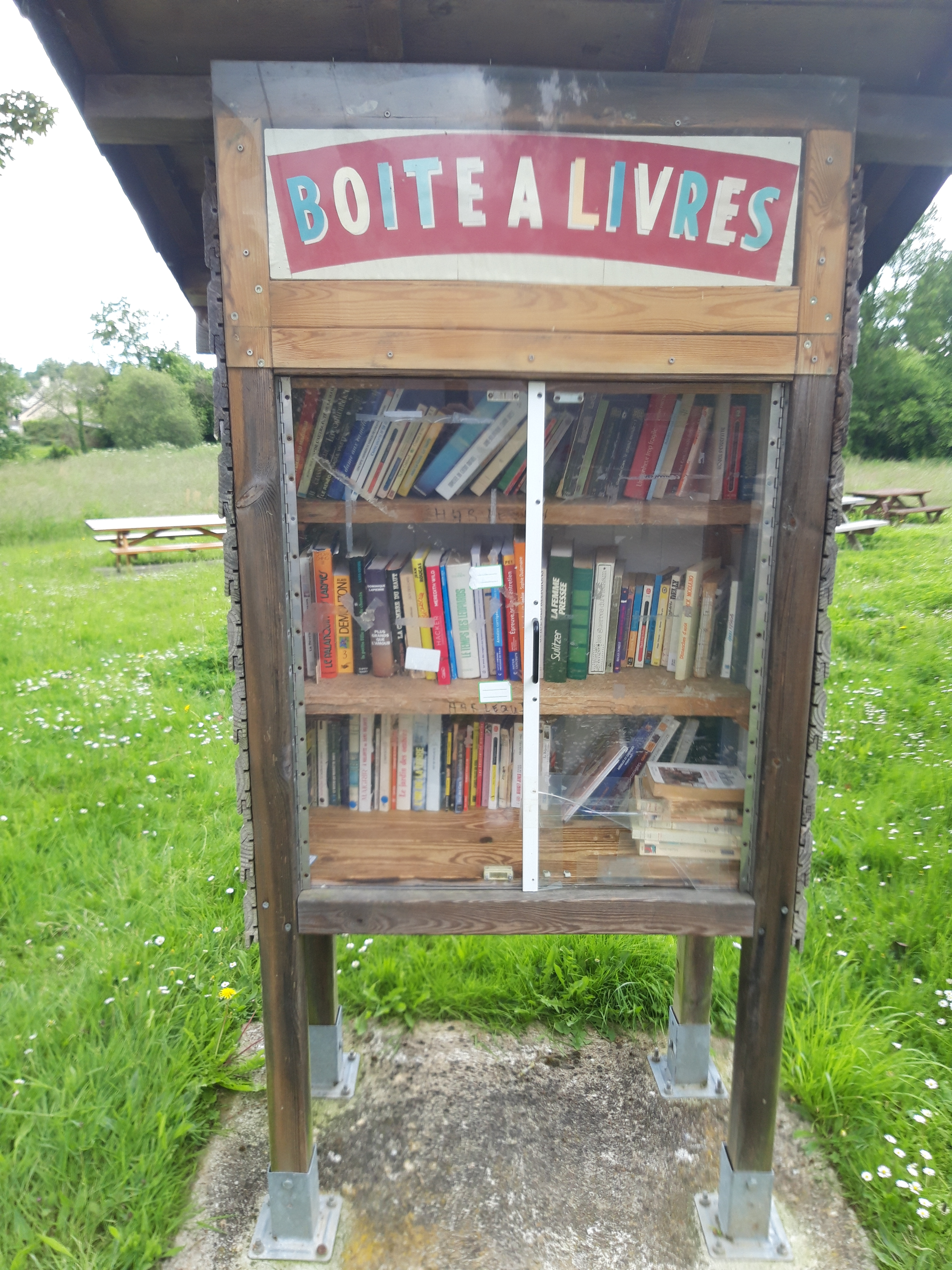
Öffentlicher Bücherschrank

## Persönlichkeiten
- Jean-Yves Plaisance (* 1946), Radrennfahrer